# Basile Moreau
Basile Moreau, CSC (11. února 1799, Laigné-en-Belin – 20. ledna 1873, Le Mans) byl francouzský římskokatolický kněz a řeholník, zakladatel kongregace Mariánských sester svatého Kříže a Kongregace svatého Kříže, které byl sám členem. Katolická církev jej uctívá jako blahoslaveného.

## Život

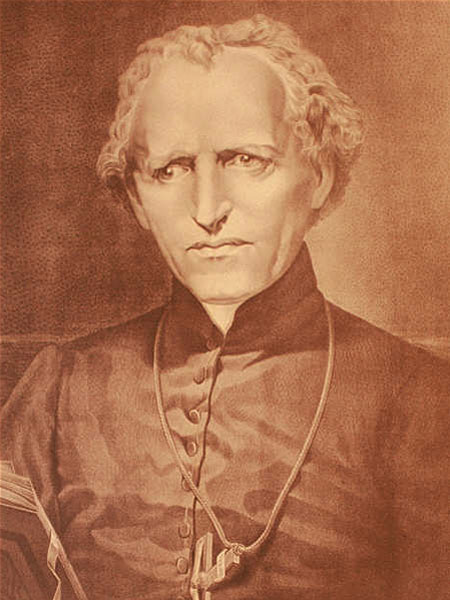
Portrét

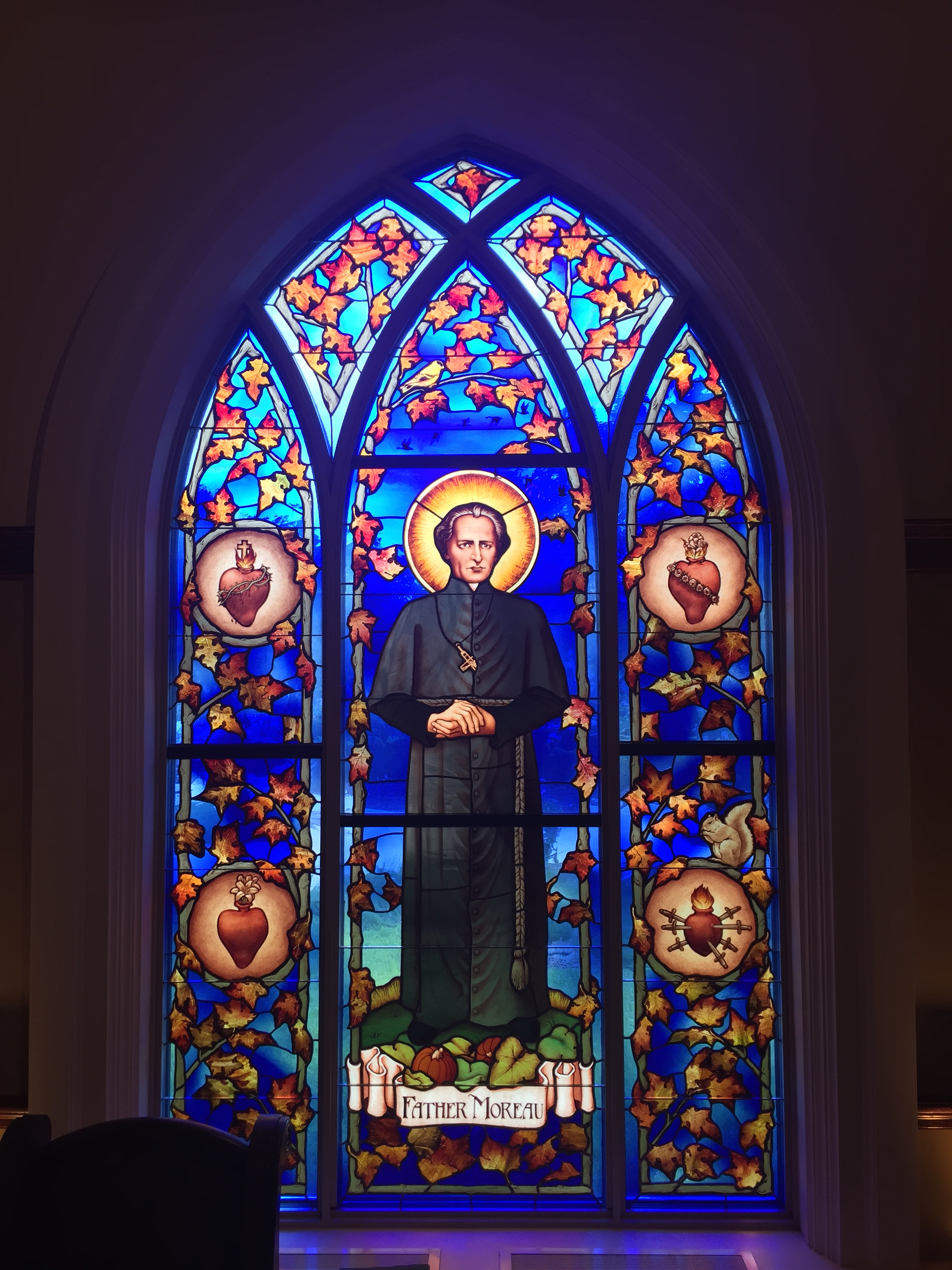
Vitráž s jeho vyobrazením

Narodil se dne 11. února 1799 v Laigné-en-Belin jako deváté ze čtrnácti dětí Louisu Moreauovi a Louise Pioger Moreau. Jeho otec byl farmář a obchodník s vínem. Vyrůstal uprostřed vřavy velké francouzské revoluce. V té době byli jeho rodiče, kteří byli oddaní katolíci, součástí podzemní církve.
U místního faráře Juliana Le Provost získal vzdělání. Roku 1814 vstoupil do menšího semináře v Château-Gontier. V roce 1816 vstoupil do diecézního kněžského semináře v Le Mans. Seminář vedli kněží ze Společnosti kněží svatého Sulpicia a vyškolil ho v tzv. francouzské škole spirituality, která byla inspirací v jeho budoucích kázáních a spisech.
Roku 1821 byl v Le Mans vysvěcen na kněze pro diecézi lemanskou. Po vysvěcení strávil dva roky při Společnosti kněží ze Saint-Sulpice v Paříži, a poté v Issy-les-Moulineaux. Další roky vyučoval na kněžském semináři. Věnoval se také pastoraci a obnovám kostelů na venkově, jelikož zde byl po pronásledování církve během velké francouzské revoluce nedostatek duchovních.
V roce 1835 se stal asistentem představeného semináře v Le Mans. Působil zde také jako profesor teologie a mezi seminaristy byl velmi oblíbený. Roku 1837 založil mužskou řeholní kongregaci, pojmenovanou Kongregace svatého Kříže, jejíž členové se měli věnovat pastoraci zvláště v oblastech postižených velkou francouzskou revolucí. Do kongregace také sám vstoupil a stal se jejím prvním generálním představeným. Dne 4. srpna 1841 také založil ve spolupráci se sestrou Léocadií Gascoin ženskou řeholní kongregaci Mariánských sester svatého Kříže. Z této kongregace se později oddělily kongregace Sester svatého Kříže a Sedmibolestné a kongregace Sester svatého Kříže.
Roku 1866 rezignoval na post generálního představeného Kongregace svatého Kříže. Zemřel dne 20. ledna 1873 v Le Mans.

## Úcta
Jeho beatifikační proces započal dne 12. května 1955, čímž obdržel titul služebník Boží. Dne 12. dubna 2003 jej papež sv. Jan Pavel II. podepsáním dekretu o jeho hrdinských ctnostech prohlásil za ctihodného. Dne 28. dubna 2006 byl uznán zázrak na jeho přímluvu, potřebný pro jeho blahořečení.
Blahořečen pak byl dne 15. září 2007 v Le Mans. Obřadu předsedal jménem papeže Benedikta XVI. kardinál José Saraiva Martins.
Jeho památka je připomínána 20. ledna. Bývá zobrazován v kněžském oděvu.